# Joachim Mencel

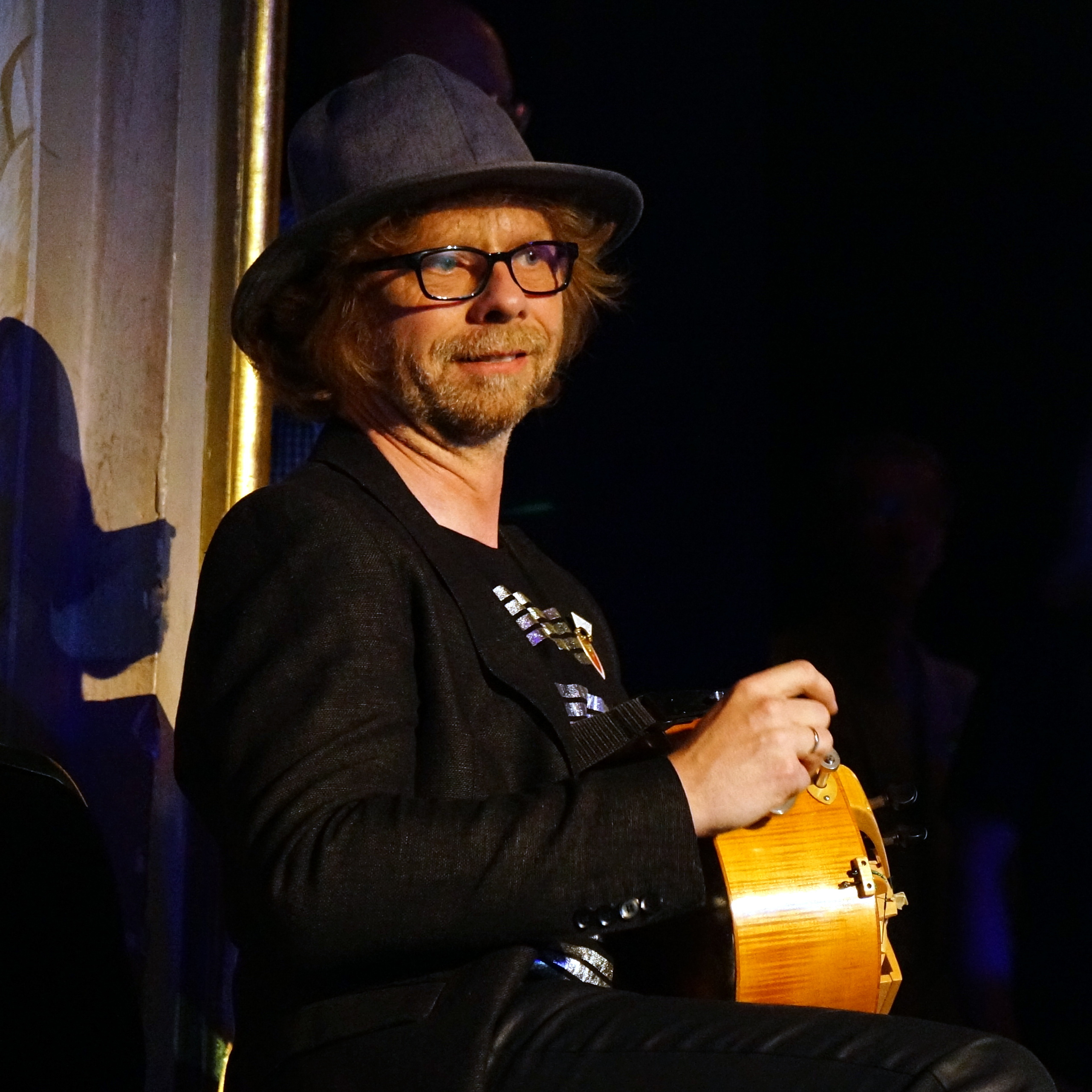
Joachim Mencel (2016)

Joachim Nikodem Mencel (* 1. Januar 1966 in Kluczbork) ist ein polnischer Jazzmusiker (Piano, Drehleier, Komposition, Arrangement).

## Leben und Wirken
Mencel absolvierte 1991 sein Jazzstudium an der Musikakademie Katowice. Er studierte auch bei den Pianisten Béla Szakcsi Lakatos und Barry Harris. Bereits während seiner Studienzeit arbeitete er in den Gruppen von Piotr Wojtasik, mit dem er 1991 an einer Aufnahme für Radio Polen beteiligt war.
1992 gründete Mencel gemeinsam mit Mieczyslaw Szcześniak, Marcin Pospieszalski, Robert Cudzich und Piotr Jankowski die Band New Life, die auch mit Natalia Niemen arbeitete. Seit 1993 gehörte er zum Quartett von Janusz Muniak. Mencel spielte auch im Quartett von Andrzej Cudzich, mit dem er 1997 aufnahm. Eine regelmäßige Zusammenarbeit mit dem amerikanischen Klarinettisten Brad Terry begann 1993. Seither ist er sowohl im Duett als auch im Quartett in Polen, Deutschland, Russland und den USA mit ihm aufgetreten. 2002 holte ihn Nigel Kennedy für ein Projekt, das in London, Mailand, Berlin, Hamburg, Krakau und auf dem Schleswig-Holstein Musik Festival vorgestellt wurde.
Mencel arrangierte für Ewa Bem (auf ihrem Album Kakadu 2007), Mieczyslaw Szcześniak, Nina Stiller, Anna Maria Jopek und die kamerunische Sängerin Kaissy. 2006 komponierte er die Jazzkantate Miłość mi wszystko wyjaśniła zu Karol Wojtylas Texten für Jazzcombo, Streichorchester, Jungenchor und Solisten; Musiker wie Dino Saluzzi, Lee Konitz, Ewa Bem, Kaïssa, Jorgos Skolias, Mieczyslaw Szcześniak, Janusz Muniak, der Chor des Krakauer Philharmonischen Orchesters und das Beethoven Akademie Orchester waren an der Uraufführung beteiligt. Weiterhin arbeitete er mit David Friedman, Ronnie Burrage, Charlie Mariano, Rufus Reid, Terry Clarke, Zbigniew Namysłowski, Vitold Rek, Jarek Śmietana und Maciej Sikała. Er ist auch auf Alben von Kinga Głyk und Martyna Jakubowicz zu hören.
Mencel leitete Kompositions- und Improvisationskurse als Gastlehrer an der Webster University in Saint Louis. Seit 2007 ist er Dozent an der Musikakademie Krakau.

## Diskographische Hinweise
- Silent Way of Miles D. (1994)
- Oleg Kyreyev, Joachim Mencel, Arkadi Ovrutski, Kazimierz Jonkisz: Song for Sonny (1995)
- Brad Terry & Joachim Mencel Quartet: Colorado (1997)
- jm trio: Interludium (2004)
- Joachim Mencel, Willem von Hombracht, Harry Tanschek: Krakovians (2007)
- Brad Terry & Joachim Mencel: Live in Fort Andross (2009)
- Joachim & Beata Mencel: Transitus (2010)
- Janusz Muniak, Joachim Mencel, Willem von Hombracht, Harry Tanschek: Contemplation  (2015)
- Brooklyn Eye (2020 mit Steve Cardenas, Scott Colley, Rudy Royston)
- Leszek Żądło, Joachim Mencel: Cosmic Silence (2022)